# Ezio Neyra
Ezio Neyra Magagna (Lima, 27 de septiembre de 1980) es un escritor, editor y literato peruano de ascendencia italiana. Entre enero de 2020 y agosto de 2021 fue jefe de la Biblioteca Nacional del Perú.

## Biografía
Hijo del exfutbolista Jesús Neyra y de Giannina Magagna Sicheri, es hermano de los actores Gianella Neyra y Jesús Neyra.
Estudió en el Colegio San Agustín de la ciudad de Lima.
Ingresó a la Pontificia Universidad Católica del Perú, en la cual se graduó como Bachiller en Sociología. Estudió un Master of Arts en Estudios Hispánicos y un Doctorado (PhD) en Literatura Hispanoamericana, ambos en la Universidad Brown, Rhode Island, Estados Unidos.
En 2003 fundó la editorial Matalamanga en Lima.

### Actividad institucional
Ha trabajado en el Programa de las Naciones Unidas para el Desarrollo.
De 2015 a 2018 fue director de Libro y la Lectura del Ministerio de Cultura.
En 2020 fue nombrado como Jefe de la Biblioteca Nacional del Perú. En agosto de 2021 fue cesado del cargo por orden del ministro de Cultura Ciro Gálvez, el cual se oficializó en septiembre del mismo año.

### Labor académica
Se ha desempeñado como docente en la Pontificia Universidad Católica del Perú, en la Universidad Adolfo Ibáñez de Chile, en la Universidad del Claustro de Sor Juana en Ciudad de México y en el programa de intercambio en Cuba de la Universidad Brown.
Actualmente, es director del Departamento de Literatura de la Universidad Adolfo Ibáñez, en donde se desempeña como profesor investigador en el campo de la literatura y de la cultura impresa. Es también parte del Consejo Asesor Científico Internacional de la Red Iberoamericana de Innovación y Conocimiento Científico.

## Publicaciones
- Pasajero en La Habana (2017)
- Tsunami (2012)
- Todas mis muertes (2006)
- Habrá que hacer algo mientras tanto (2005)